# Wereldontvanger

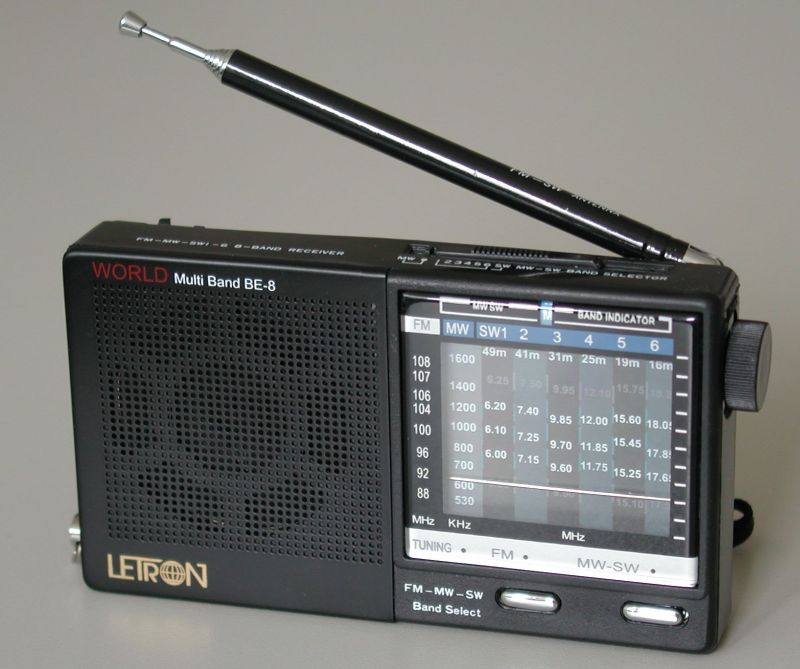
Radio

Een wereldontvanger is een radio-ontvanger speciaal geschikt voor ontvangst van de korte golf en kan daardoor zenders van de hele wereld ontvangen, waaronder wereldomroepen.
Een wereldontvanger heeft meerdere golfgebieden voor de korte golf, waardoor het afstemmen gemakkelijker verloopt. Veel wereldontvangers zijn geschikt voor ontvangst van enkelzijbanduitzendingen.
Bij digitale wereldontvangers hoeft de gebruiker geen golfgebied te kiezen maar kan volstaan met het intoetsen van de frequentie.
Een klassieke huiskamerontvanger kan meestal ook korte golf ontvangen, maar dat geschiedt enkel door een andere spoel in de afstemkring te schakelen. Het gevolg is dat dezelfde afstemschaal, die bij de middengolf de frequenties van 531 tot 1602 kHz omvat, ruim 100 zenders, na overschakeling op korte golf bijvoorbeeld frequenties van 4000 tot 12 000 kHz omvat, met ruimte voor 1600 zenders, die daardoor veel te dicht bij elkaar zitten en moeilijk te vinden zijn. Voor de hogere frequenties wordt vaak een dubbelsuper gebruikt om nauwkeuriger te kunnen afstemmen.